# Język kuman
Język kuman, także: chimbu, simbu – język papuaski używany w prowincji Chimbu w Papui-Nowej Gwinei, przez członków ludu Chimbu (Kuman). Należy do postulowanej rodziny transnowogwinejskiej.
Według danych z 2000 roku liczba użytkowników wynosi 115 tys. osób. Dzieli się na dialekty: kuman, nagane (genagane, genogane), yongomugl.
Stanowi lokalny język handlowy. W użyciu są też inne języki (tok pisin, a w mniejszym zakresie angielski i języki sąsiednich społeczności).
Jest jednym z najlepiej opisanych przedstawicieli języków chimbu-wahgi. Materiały nt. kuman obejmują m.in. opracowanie gramatyczne z 1953 r. oraz słowniki (1953, 1969). Pod auspicjami Summer Institute of Linguistics powstały materiały do nauki tego języka (1967). Jest zapisywany alfabetem łacińskim.